# Мартынов, Николай Павлович
Николай Павлович Мартынов (род. 29 апреля 1950) — офицер Военно-морского флота, специалист в области эксплуатации газотурбинных энергетических установок и ремонта кораблей, заместитель командующего Черноморским флотом, начальник Военно-морского инженерного института, кандидат технических наук (1999), профессор (2002). Контр-адмирал.

## Биография
Николай Павлович Мартынов родился 29 апреля 1950 года в посёлке Сокольское Ивановской области (ныне посёлок находится в Нижегородской области).
После окончания средней школы работал учителем Сокольской восьмилетней школы Сокольского района Ивановской области.
В 1973 году, после окончания Ленинградского высшее военно-морское инженерное училище был назначен командиром машинной группы большого противолодочного корабля «Очаков».
С 1973 по 1987 годы — служил на кораблях дивизии противолодочных кораблей Черноморского флота СССР. Прошёл все ступени служебного роста корабельного инженера-механика: от командира машинной группы, командира электромеханической боевой части (БЧ-5) корабля до заместителя командира 11-й бригады противолодочных кораблей ЧФ по ЭМЧ (1982-1987). Участвовал в океанских походах и боевых службах на кораблях Средиземноморской эскадры.
В 1978 году окончил Высшие специальные офицерские классы ВМФ. В 1989 году — Военно-морскую академию имени Н. Г. Кузнецова.
С 1989 по 1991 год — Главный инженер Технического управления ЧФ, в 1992 году назначен начальником Технического управления ЧФ. Являлся членом военного совета по разделу имущества Черноморского флота между Россией и Украиной.
6 мая 1994 года присвоено звание контр-адмирал.
В 1997—1998 годах заместитель командующего Черноморским флотом по эксплуатации и ремонту. С 1998 по 2000 год — главный механик ВМФ.
С 12 апреля 2000 по 2008 год — начальник Военно-морского инженерного института. По итогам 2002, 2003, 2004, 2005, 2006 и 2007 учебных годов институт занимал первое место среди Военно-морских учебных заведений страны по организации службы и научно-методической работе.
Кандидат технических наук, Действительный член Санкт-Петербургской инженерной академии, Международной Академии наук экологии, безопасности человека и природы, Петровской академии наук и искусств, Международной энергетической академии.
Женат, две дочери, 4 внука и 2 внучки.

## Награды
- орден «За военные заслуги»;
- Орден Дружбы;
- Медали, в том числе «За боевые заслуги», «За укрепление боевого содружества» и др.
- медаль «Боевое содружество» (Республика Куба)
- Почётное именное оружие — морской кортик.